# كارولين لويزا دالي
كارولين لويزا دالي (بالإنجليزية: Caroline Louisa Daly)‏‏ (6 ديسمبر 1832 - 9 أكتوبر 1893 في بورنموث) رسامة من كندا.